# Raffaello Baldi Papini
Raffaello Pio Mario Baldi Papini, Nobile di Pistoia (Pistoia, 9 giugno 1872 – Vinci, 25 luglio 1938) è stato un dirigente d'azienda e politico italiano.

## Biografia
Laureato in giurisprudenza a Firenze, interventista, combatte durante la prima guerra mondiale e al termine del conflitto aderisce al movimento fascista, del quale è promotore e uno dei primi animatori nella provincia di Pistoia, città di cui è stato consigliere comunale. Ha presieduto la Cassa di risparmio di Pistoia ed è stato consigliere e sindaco-revisore dei conti dell'Associazione delle Casse di risparmio italiane.